# Eupithecia suffecta
Eupithecia suffecta là một loài bướm đêm trong họ Geometridae.